# 한솔교육
한솔교육은 대한민국의 영유아교육 기업이다. 1982년 9월 영재수학교육연구회로 설립한 이래 1995년 11월 지금의 상호로 변경했다. <신기한 한글나라>, <신기한 아기나라>,<신기한 국어나라>, <신기한 영어나라>등을 출시하며 영유아교육시장의 대표적인 선두 기업으로 성장했다. 이외에도 영유아 영재교육센터 <브레인스쿨>. 초등 독서토론논술 프로그램 <주니어플라톤>, 성인 중국어학원 <차이나로> 등의 브랜드를 갖고 있으며, 최근 영아 교육·생활환경 전문 브랜드인 <핀덴>을 런칭했다.

## 브랜드
- 한 시리즈(신기한 한글나라, 신기한 영어나라, 신기한 국어나라, 신기한 아기나라)
- 주니어플라톤
- 브레인스쿨
- 핀덴베베
- 핀덴 스킨베베
- 핀덴 잉글리시
- 한솔어린이 전집 시리즈
- 차이나로
- 주니어디킨스
- 구름빵 원작 한솔교육
- 방송사업자 경영 적자 실패
- 신기한나라TV

## 수상
- 학부모가 뽑은 교육브랜드 대상 / 10년 연속 수상 (2008-2017)[4]
- 한국산업의 브랜드파워지수(K-BPI) 1위 / 3년 연속 수상 (2015-2017)[5]
- 우리 아이를 위한 베스트 브랜드(BBKI) 수상 / (2016)[6]
- CCM 소비자중심경영 인증(2015-2016)

## 자회사
- 한솔수북
- 한솔플러스
- 한솔미래영재교육 보관됨 2017-05-01 - 웨이백 머신
- 한솔GL에듀(차이나로) 보관됨 2017-05-08 - 웨이백 머신
- 한솔교육 해피너스

## 공익재단
- 한솔교육희망재단